# Forschungsdatenzentrum Gesundheit
Das Forschungsdatenzentrum Gesundheit (FDZ Gesundheit) hat zum Ziel, bessere Forschung zu ermöglichen, um die medizinische Versorgung von Patientinnen und Patienten in Deutschland und der EU maßgeblich zu verbessern. Ermöglicht wird das durch die Bereitstellung von Abrechnungsdaten aller gesetzlich versicherten Personen in Deutschland zu gemeinwohlorientierten Zwecken. In Deutschland sind ca. 73 Millionen Menschen gesetzlich versichert. Das FDZ ermöglicht als einzige Stelle eine krankenkassenübergreifende und sektorübergreifende Forschung. Das 2020 gegründete FDZ Gesundheit ist eine organisatorisch unabhängige Stabstelle am Bundesinstitut für Arzneimittel und Medizinprodukte (BfArM).

## Basis der Datennutzung

### Gesundheitsdaten und Pseudonymisierung
Das FDZ Gesundheit erhält bislang die Abrechnungsdaten aller gesetzlich Versicherten in Deutschland. Ab Sommer 2025 sollen auch für Forschungszwecke freigegebene Daten aus der elektronischen Patientenakte (ePA) für alle hinzukommen. Die erhaltenen Daten werden vom FDZ Gesundheit für die Sekundärdatennutzung (Verwendung von Daten zu einem ursprünglich nicht vorgesehenen Zweck) zugänglich gemacht. Die Gesundheitsdaten werden direkt in pseudonymisierter Form an das FDZ Gesundheit übertragen. Im Datensatz sind also keine identifizierenden Merkmale wie Namen, Adresse oder Versichertennummer enthalten. Das Pseudonym ist periodenübergreifend, also für jede Person über die Jahre hinweg gleich.
Dabei ist zudem vorgesehen, dass diese Daten auch u. a. in Kombination mit pseudonymisierten Daten aus medizinischen Registern wie Krebsregistern, Genom-Datenbanken und anderen kombiniert und entsprechend so ergänzt dann für Forschungszwecke zur Verfügung gestellt werden können.

### Antrag auf Datennutzung
Das FDZ Gesundheit wird in Zukunft Anträge auf Datennutzung entgegennehmen und prüfen, ob diese den gesetzlichen Vorgaben entsprechen. Es gibt gesetzlich festgelegte erlaubte Zwecke für die Nutzung der Daten am FDZ Gesundheit (§ 303e Absatz 2 SGB V). Diese sind:
1. Wahrnehmung von Steuerungsaufgaben durch die Kollektivvertragspartner,
2. Verbesserung der Qualität der Versorgung sowie Verbesserung der Sicherheitsstandards der Prävention, Versorgung und Pflege,
3. Planung von Leistungsressourcen, zum Beispiel Krankenhausplanung oder Pflegestrukturplanungsempfehlungen nach § 8a Absatz 4 des Elften Buches,
4. wissenschaftliche Forschung zu Fragestellungen aus den Bereichen Gesundheit und Pflege, Analysen des Versorgungsgeschehens, sowie Grundlagenforschung im Bereich der Lebenswissenschaften,
5. Unterstützung politischer Entscheidungsprozesse zur Weiterentwicklung der gesetzlichen Kranken- und Pflegeversicherung,
6. Analysen zur Wirksamkeit sektorenübergreifender Versorgungsformen sowie zur Wirksamkeit von Einzelverträgen der Kranken- und Pflegekassen,
7. Wahrnehmung von Aufgaben der Gesundheitsberichterstattung, anderer Berichtspflichten des Bundes nach diesem oder dem Elften Buch und der amtlichen Statistik sowie Berichtspflichten der Länder,
8. Wahrnehmung gesetzlicher Aufgaben in den Bereichen öffentliche Gesundheit und Epidemiologie,
9. Entwicklung, Weiterentwicklung und Überwachung der Sicherheit von Arzneimitteln, Medizinprodukten, Untersuchungs- und Behandlungsmethoden, Hilfs- und Heilmitteln, digitalen Gesundheits- und Pflegeanwendungen sowie Systemen der Künstlichen Intelligenz im Gesundheitswesen einschließlich des Trainings, der Validierung und des Testens dieser Systeme der Künstlichen Intelligenz oder
10. Nutzenbewertung von Arzneimitteln, Medizinprodukten, Untersuchungs- und Behandlungsmethoden, Hilfs- und Heilmitteln sowie digitalen Gesundheits- und Pflegeanwendungen, Verhandlung von Vergütungsbeträgen oder Festlegung von Höchstbeträgen und Schwellenwerten nach § 134 sowie Vereinbarung oder Festsetzung von Erstattungsbeträgen von Arzneimitteln nach § 130b.

Das FDZ Gesundheit überprüft bei jedem Antrag, ob das Vorhaben und die beantragten Daten zu dem angegebenen Nutzungszweck passen. Hierbei gibt es auch explizit verbotene Nutzungszwecke, die strafrechtlich verfolgt werden können (§ 303e Absatz 3a Satz 2 SGB V):
1. Entscheidungen hinsichtlich des Abschlusses oder der Ausgestaltung eines Versicherungsvertrags mit Bezug auf eine natürliche Person oder eine Gruppe natürlicher Personen,
2. Treffen von Entscheidungen zum Nachteil einer natürlichen Person auf der Grundlage ihrer elektronischen Gesundheitsdaten,
3. Entwicklung von Produkten oder Dienstleistungen, die Einzelpersonen oder der Gesellschaft insgesamt schaden können, insbesondere illegale Drogen, alkoholische Getränke und Tabakerzeugnisse,
4. Nutzung der Daten für Marktforschung, Werbung und Vertriebstätigkeiten für Arzneimittel, Medizinprodukte und sonstige Produkte.

Wird ein Antrag positiv bewertet, so bekommen die im Antrag benannten Datennutzenden Zugang zu einem virtuellen Analyseraum, in dem Skripte für die Analyse erstellt werden können.
Der virtuelle Analyseraum
Der virtuelle Analyseraum ist für die Forschenden über das Internet erreichbar. Der virtuelle Analyseraum selbst hat aber keine Verbindung zum Internet. In dem Raum wird ein virtueller Desktop bereitgestellt, in dem alle nötigen Programme für die Erstellung eines Analyseskripts sind.
Im virtuellen Analyseraum finden die Datennutzenden einen Datenzuschnitt eines Beispieldatensatzes. Dieser umfasst die beantragten Berichtsjahre, Tabellen, Tabellenfelder und Wertebereiche und eine Stichprobe der Versichertendaten. Es liegen jedoch als technische Sicherheitsmaßnahme keine vollständigen pseudonymisierten Echtdaten vor. Datennutzende können mit dem Datenzuschnitt arbeiten, aber es werden keine Daten an Personen außerhalb des FDZ Gesundheit übermittelt.

### Re-Identifikation und Ergebnismenge
Wenn die Datennutzenden ihr Auswertungsskript fertig erstellt haben, können sie eine Ergebnismenge anfordern. Diese Ergebnismenge kann mehrere Tabellen umfassen. Sie enthält auch keine pseudonymisierten Echtdaten, sondern lediglich die aggregierten statistischen Ergebnisse der Forschungsfrage. Vor dem Export der Ergebnismenge wird sie von Mitarbeitenden des FDZ Gesundheit geprüft, um das Risiko der Re-Identifikation von Versicherten möglichst gering zu halten.

## Datenschutz und Sicherheit
Die technische Infrastruktur des FDZ Gesundheit und der Antragsprozess sind DSGVO-konform. Außerdem arbeitet das FDZ Gesundheit eng mit dem Bundesamt für Sicherheit in der Informationstechnik (BSI) und der Bundesbeauftragten für Datenschutz und der Informationsfreiheit (BfDI) zusammen.

## Gesetzliche Grundlagen
Das Forschungsdatenzentrum bezieht seine Legitimation hauptsächlich aus den §§ 303a bis 303f des Sozialgesetzbuchs V sowie aus der Verordnung zur Regelung der Verfahren beim Forschungsdatenzentrum Gesundheit. Das in diesem Jahr beschlossene  Gesundheitsdatennutzungsgesetz (GDNG) sieht vor, eine Verlinkung der Daten des FDZ Gesundheit und den Daten der nationalen Krebsregister möglich zu machen, eine Datenzugangs- und Koordinierungsstelle für Gesundheitsdaten am BfArM zu etablieren und weitere Änderungen im Sozialgesetzbuch vorzunehmen.

## Kritik
Aus ärztlichen Kreisen werden zahlreiche Bedenken erhoben, die sich an den kritischen Ausführungen des Chaos Computer Clubs orientieren, die eine Digitalisierung des Gesundheitswesens nur mit geschützter Privatsphäre und IT-Sicherheit fordern. Auch sei das Reidentifikationspotenzial von strukturierten Gesundheitsdaten zu hoch. Ferner existiere zwar eine Strafandrohung nach § 203 StGB bei missbräuchlicher Verwendung der Daten, die jedoch per se einen Datenmissbrauch nicht verhindern könne.